# Julogona apenninorum
Julogona apenninorum är en mångfotingart som först beskrevs av Karl Wilhelm Verhoeff 1913.  Julogona apenninorum ingår i släktet Julogona och familjen knöldubbelfotingar. Inga underarter finns listade i Catalogue of Life.